# Amardos
Os amardos (em latim: Amardi) ou mardos (em latim: mardi) eram uma antiga tribo iraniana que residia entre a costa sul do mar Cáspio e a cordilheira costeira dos Paracoatras (moderno Elbruz) próxima dos cadúsios e anariacas. Presume-se que tenham dominado a costa a leste do rio Sefide-Rude (antigo Amardo), no atual Guilão antes da chegada dos gelas. O xainxá arsácida Fraates I (r. 176–171 a.C.) os conquistou à medida que o controle parta de Elbruz e da estrada leste-oeste de Atropatena se expandia. É dito que Fraates estabeleceu os amardos em Cárax, perto da passagem dos portões do Cáspio que conectam Atropatena com a Pártia, possivelmente com o intuito de proteger a estrada. Vincula-se os amardos à cultura da Idade do Ferro que floresceu em Marlique.